# Dirk I
Dirk I, hol. Dirk I van Holland, niem. Dietrich I, łac. Thidericus (ur. ok. 870 / 875, zm. 5 października 928 / 939) – graf Kennemerlandu i Zachodniej Fryzji, od 916 r. hrabia części północnej Holandii.

## Życiorys
Uważany jest za syna Gerulfa Młodszego, grafa Zachodniej Fryzji.
Był zwolennikiem Karola III Prostaka, którego poparł w czasie buntu jego wasali. W podzięce za to, 15 czerwca 922 r. w Pladella Villa lub Bladella (obecnie Bladel, w skrajnej południowej holenderskiej prowincji Północna Brabancja) otrzymał od Karola III Prostaka nadanie ziemskie wraz z miejscem zwanym egmond. W miejscu tym Dirk I wzniósł klasztor żeński (będący zalążkiem późniejszego opactwa Egmond), w którym po śmierci został pochowany.